# Dowcień (jezioro w gminie Krasnopol)
Jezioro Dowcień – jezioro na Pojezierzu Wschodniosuwalskim, w województwie podlaskim, w powiecie sejneńskim, w gminie Krasnopol.

## Charakterystyka
Położone jest na wschód od jeziora Wigry. Na północno-zachodnim brzegu znajduje się wieś Ryżówka, od zachodu – Magdalenowo, a od południowego wschodu – Burdeniszki.
Jezioro jest płytkie, silnie eutroficzne, typu karasiowego. Dno jeziora jest bardzo muliste, a brzegi niskie i w większości bagienne, porośnięte drzewami liściastymi. Dominują drzewa: olsza, wierzba i brzoza. Zbiornik ma silnie urozmaiconą linię brzegową z przewężeniem, które ma tylko 1,75 m szerokości. Jezioro ma trzy zatoki i dwie niewielkie wyspy.